# Breitenbach (Siegen)
Breitenbach ist ein Stadtteil der Großstadt Siegen.

## Geografie
Breitenbach liegt etwa 5 km vom Siegener Stadtkern entfernt im oberen Tal des gleichnamigen knapp 4,6 km langen Breitenbachs, der in Kaan-Marienborn in die Weiß mündet. Berge um den Ort sind zum Beispiel der Breitenbacher Berg mit 415,6 m Höhe im Südwesten oder der Söhler mit 490,1 m Höhe, der gleichzeitig die höchste Erhebung in der Umgebung bildet. Der Ort selbst liegt auf 350 bis 400 m Höhe. Der Ort grenzt im Südwesten an Volnsberg, im Süden an Feuersbach, im Osten an Deuz und im Norden an Netphen.

## Geschichte
Breitenbach wurde im Jahr 1440 erstmals urkundlich erwähnt. 1770 wurde eine Kapellenschule gebaut. Die Kapelle dient heute der evangelischen Kirchengemeinde Kaan-Marienborn als Gottesdienststätte. 2001 wurde auf der Höhe nördlich des Ortes die erste Windkraftanlage im Siegener Stadtgebiet erbaut.
Breitenbach gehörte dem ehemaligen Amt Netphen an und wurde am 1. Juli 1966 im Zuge der kommunalen Neugliederung ein Stadtteil von Siegen.

### Einwohnerzahlen
Einwohnerzahlen des Ortes:
| Jahr | Einwohner |
| ---- | --------- |
| 1818 | 73        |
| 1885 | 76        |
| 1895 | 61        |
| 1905 | 53        |
| 1910 | 64        |
| 1925 | 74        |

| Jahr | Einwohner |
| ---- | --------- |
| 1933 | 76        |
| 1939 | 74        |
| 1950 | 108       |
| 1961 | 97        |
| 1994 | 375       |
| 2004 | 361       |

| Jahr | Einwohner |
| ---- | --------- |
| 2006 | 341       |
| 2008 | 333       |
| 2009 | 321       |
| 2010 | 331       |
| 2011 | 331       |
| 2012 | 335       |

| Jahr | Einwohner |
| ---- | --------- |
| 2013 | 328       |
| 2014 | 333       |
| 2015 | 322       |
| 2018 | 328       |

## Infrastruktur
Breitenbach liegt an der Kreisstraße 7, die von Kaan-Marienborn nach Netphen führt. Die nächste Autobahnauffahrt ist Siegen, der nächste Bahnhof befindet sich ebenfalls in Siegen. Breitenbach ist landwirtschaftlich geprägt, Industrie sucht man im Ort vergebens.